# 神村ひな
神村 ひな（かみむら ひな、6月15日生）は、日本の女性声優。主にアダルトゲームに声をあてている。元欽ちゃん劇団所属（一期生）。別名はMIKAKO。一般向作品出演時は「佐藤美佳子」名義を使用。

## 人物
秋田県出身で、現在も同県に在住しているため、東京都まで出稼ぎで仕事を行っている。彼女は地元の自然を愛し、四季折々の風景を楽しみながら日々の生活を送っている。特に秋の紅葉シーズンはお気に入りで、地元の名所を訪れることが多い。
好きな食べ物は生クリームやゴディバのチョコレートなどのお菓子、甘いお酒で、特にデザートには目がない。毎週末には、友人と一緒にカフェ巡りを楽しみ、甘いものを食べることがストレス発散となっている。一方で、嫌いな食べ物にはパクチーやシュンギク、ミョウガ、パセリなどがあり、これらの香りや味には耐えられない様子。
コントラバスの演奏が得意で、学生時代からオーケストラに参加しており、地域の音楽イベントにも積極的に関わっている。演奏を通じて多くの友人ができ、音楽活動は地域の文化にも貢献している。さらに、スケートやバレエにも興味があり、特にバレエは幼少期からの憧れで、最近では月に数回、バレエのレッスンに通うようになっている。
秋田の美しい風景や音楽、ダンスを通じて、彼女は地域に根ざしながらも都会の刺激を求めている。将来的には、秋田の文化を広める活動にも力を入れていきたいと考えている。

## 出演
太字はメインキャラクター。

### 一般向ゲーム
- パティシエなにゃんこ〜初恋はいちご味〜（2004年、芹沢かなで）
- 巫女舞 〜永遠の想い〜（2005年、美坂夏希）
- 乙女はお姉さまに恋してる（2005年、宮小路瑞穂、鏑木幸穂）※PS2版
- 乙女はお姉さまに恋してる Portable（2010年、宮小路瑞穂、鏑木幸穂）
- アストラエアの白き永遠 -White Eterity-（2016年、早少女柚子）

### アダルトゲーム
1995年
- 同級生2（加藤みのり、鈴木ひろこ）[注 1]

1998年
- P.S.@【ぴ〜えす】（茜[注 1]）

1999年
- P.S.2〜真実の扉〜（茜[注 1]）
- 恋姫（あんず[注 1]）

2000年
- P.S.3〜ハーレムナイト〜[注 1]

2002年
- あうあう（モモ）
- ヤミと帽子と本の旅人（マリエル姫、マウ）

2003年
- ANGELIUM -ときめきLOVE GOD-（朝霧チャド子 / アウロラ）
- 斬魔大聖デモンベイン（エルザ）
- パティシエなにゃんこ（芹沢かなで）

2004年
- 最終試験くじら（夢前春香）
- シャマナシャマナ 〜月とこころと太陽の魔法〜（スノゥ・フラン）
- せいぎのみかた 〜ただいま着替え中!〜（田宮吉乃）
- そらうた（佐倉知夏）
- 巫女舞 〜ただ一つの願い〜（美坂夏希）
- ラムネ（友坂鈴夏）
- PIZZICATO POLKA 〜彗星幻夜〜（ニコ）
- 奥さまは巫女?R〜Pretty Fiancee〜（ひよこ館の謎の店員）
- ぷにぷに★はんどメイド（マウ、ホコリ）
- ABANDONER THE SEVERED DREAMS（エレナ）
- ちびママ（奈波奈々）

2005年
- 処女はお姉さまに恋してる（宮小路瑞穂、高根美智子、鏑木幸穂）
- キャラメルBOX やるきばこ（宮小路瑞穂、高根美智子、スノゥ・フラン）
- 着せかえフェティッシュ!（吉祥すずな）
- ジオグラマトン（イリューダ・ワガノワ・イヴァノフ）
- Nursery Rhyme -ナーサリィ☆ライム-（舘川はるな）
- くろふぁん3Ghz（イリューダ・ワガノワ・イヴァノフ）
- School Days体験版（加藤乙女）

2006年
- おしえて Re:メイド（ユニス、新津秋紗）
- 故郷の詩（ルルホ）
- Scarlett（テレサ・クルーガー、リュシル、鈴夏、カンナ）
- よくばりサボテン（藤宮凛）
- 処女はお姉さまに恋してる DVDフルボイスパッケージ（宮小路瑞穂、高根美智子、鏑木幸穂）
- 紅蓮に染まる銀のロザリオ（天野さゆみ）

2007年
- ああっお嬢様っ（リリー・ユングリッド）
- エクスヴァイン（リンス）
- やるきばこ復刻版（宮小路瑞穂、高根美智子、スノゥ・フラン）
- キャラメルBOX やるきばこ2 エピソードV:やるきねこの逆襲（鏑木瑞穂）
- にーづまかぷりっちょ!（涼城雪菜）
- はっぴぃプリンセス（篠原小春）
- はっぴぃ☆マーガレット!（天ヶ原稲穂）
- メイドと魔術師（ミナ）
- √after and another（稲垣雪那）
- DiagnosisII 〜強欲のノート〜（里見里佳）[5]
- すく〜るレッスン（葵）
- スーパー調教師J（あゆ）

2008年
- 残暑お見舞い申し上げます。 〜君と過ごしたあの日と今と〜（一ツ瀬菘奈）
- しゅぷれ〜むキャンディ 〜王道には王道たる理由があるんです!〜（露雪悠莉、フォスフォラス・ヘスペラス）
- ノストラダムスに聞いてみろ♪（丹生川上水波）
- はっぴぃプリンセス 〜Another Fairytale〜（篠原小春）
- ××な彼女のつくりかた ハプニング（美原理亜子）

2009年
- H2O √after and another Complete Story Edition（稲垣雪那）
- Tiara（ミオ・ラビリエッタ）
- シスターまじっく!（高槻菜乃）
- BALDR SKY Dive1 "Lost Memory"（水無月真）
- BALDR SKY Dive2 "RECORDARE"（水無月真）
- 絶対★魔王〜ボクの胸キュン学園サーガ〜（ネム・グーデンベルク）
- 星空のメモリア -Wish upon a shooting star-（レン）

2010年
- ねこねこファンディスク3（友坂鈴夏）
- キュアフル!（稲川瑞貴）
- 星空のメモリア Eternal Heart（レン）
- BALDR SKY DiveX "DREAM WORLD"（水無月真）
- ぺたぺた（沢登優希奈）

2011年
- ひなたテラス 〜We don't abandon you.〜（藤乃なつき）
- へんし〜ん!!! 〜パンツになってクンクンペロペロ〜（月城神楽）
- 手毬花（喜多野美衣）
- シキガミ（賀茂光栄）
- いろとりどりのセカイ（一之瀬あゆむ）
- ジンコウガクエン（暗）
- デイドリーム・ビリーバー（柏葉由貴[6]）
- 花咲く乙女と恋の魔導書 / 花散る都と竜の巫女（2011年 - 2012年、アイン[7]） - 2作品

2012年
- いろとりどりのヒカリ（一之瀬あゆむ）
- 団地妻となう。（守口亞弥[8]）
- ヴァンパイアクルセイダーズ（クルセイダーリープ/ルーニャ・ウィシュケ[9]）
- 決戦!乙女たちの戦場3〜電撃作戦!戦果はエースの名のもとに〜（美胡桃琉希[10]）
- えれくと!（ルナスティア・アスティール[11]）
- インモラル・リトル（金浦小枝[12]）
- 聖もんむす学園（ミリータ＝H＝アスクレピオ[13]）

2013年
- Magical Marriage Lunatics!! 〜マジカル マリッジ ルナティクス〜（白波瀬悠奈）

2016年
- アストラエアの白き永遠（早少女柚子）

2017年
- アストラエアの白き永遠 Finale -白き星の夢-（早少女柚子）

### アダルトアニメ
時期不明
- 新リヨン伝説II / 淫魔妖女4 / 淫獣vs女スパイ[注 1]
- REJUVENATION（宮田純[注 1]）
- バーチャコール2（ヒトミ[注 1]）
- コートの中の天使たち / 帰ってきたコートの中の天使たち（喜多嶋麻由美[注 1]）
- えっちーず（妖精[注 1]）
- 淫獣エイリアン（1996年、アインシュタイン[注 1]）
- 恋姫 / 続・恋姫（2000年 - 2002年、あんず[注 1]）
- IZUMO（2003年、塔馬美由紀[注 1]）
- ANGELIUM -ときめきLOVE GOD-（2004年、朝霧チャド子[注 1]）
- おしえて Re:メイド（2007年、ユニス[注 1]）

### ドラマCD
時期不明
- そらうた（佐倉知夏[注 1]）
- 処女はお姉さまに恋してる～夏の秋桜、初秋の茉莉花～（宮小路瑞穂[注 1]）
- ANGELIUM -ときめきLOVE GOD-（朝霧チャド子[注 1]）

2003年
- ぱじゃまドラマCD〜パティシエなにゃんこ＆Please teach!My Angel〜（芹沢かなで[注 1]）

2004年
- パティシエなにゃん娘。ドラマちっくCD1、2（芹沢かなで[注 1]）

2006年
- プリンセスうぃっちぃず ドラマちっくCDすぺしゃる（芹沢かなで）
- おしえて Re:メイド Original Sound Track with ドラマCD（ユニス）
- Nursery Rhyme -ナーサリィ☆ライム- ドラマCD『Life is sweet』（舘川はるな）

2008年
- ノストラダムスに聞いてみろ♪ ドラマCD「毎日が日曜日！」（丹生川上水波[注 1]）

### インターネットラジオ
- セリオン学園広報部（2007年8月 - 2009年12月）
- TOPCATキャノンボールラジオ!!（2010年10月 - 2011年5月）
- 突発!ひなまいラジオ（2013年3月～）

## ディスコグラフィ

### 音楽CD
| 発売日         | 商品名                                   | 歌                     | 楽曲                                                                            | 備考                                     |
| -------------- | ---------------------------------------- | ---------------------- | ------------------------------------------------------------------------------- | ---------------------------------------- |
| 2004年12月29日 | ぱじゃまボーカルコレクション2 春待月の宴 | パティシエなにゃん娘。 | 「放課後のパティシエ にゃん娘。ver.」                                           | PCゲーム『パティシエなにゃんこ』関連曲   |
| 2007年10月26日 | 夢のスガタ                               | 神村ひな               | 「夢のスガタ -神村ひな-」 「ちいさなしあわせ -神村ひな-」 「ひかり -神村ひな-」 | PCゲーム『√after and another』関連曲     |
| 2007年10月26日 | はっぴぃ☆マキシ！ SUPER MAXI CD          | 神村ひな               | 「生まれたてのキモチ」                                                          | PCゲーム『はっぴぃ☆マーガレット!』劇中歌 |